# Rivera de Benalija
La rivera de Benalija es un río del suroeste de la península ibérica, perteneciente a la cuenca hidrográfica del Guadalquivir, que discurre por el territorio del norte de la provincia de Sevilla. 

## Curso
La rivera de Benalija nace en Sierra Morena, en el término municipal de Guadalcanal. Realiza un recorrido de unos 35 km en dirección norte-sur formando el límite municipal entre Guadalcanal y Alanís, desde donde gira en dirección oeste a lo largo del límite municipal de Cazalla de la Sierra hasta su desembocadura en el embalse de El Pintado, donde confluye con el río Viar, justo en el límite entre Andalucía y Extremadura. 
El cauce de la rivera de Benalija atraviesan afloramientos de calizas cámbricas, lo que produce una conexión entre el río y el acuífero  de Guadalcanal-San Nicolás, el cual aporta agua al río en época de lluvias y viceversa en época de sequía.